# Pongrácovce
Pongrácovce (em húngaro: Pongrácfalva; alemão: Pongratzowitz) é um município da Eslováquia, situado no distrito de Levoča, na região de Prešov. Tem 3 km² de área e sua população em 2018 foi estimada em 114 habitantes.

## Demografia
| Ano:        | 1994 | 2004    | 2014 | 2024    |
| ----------- | ---- | ------- | ---- | ------- |
| Broj ljudi: | 114  | 100     | 111  | 140     |
| Razlika:    |      | -12,28% | +11% | +26,12% |

| Ano:               | 2023 | 2024   |
| ------------------ | ---- | ------ |
| Número de pessoas: | 135  | 140    |
| Diferença:         |      | +3,70% |